# جاناتان اچ. ترنر
جاناتان اچ. ترنر (به انگلیسی: Jonathan H. Turner) (زاده ۷ سپتامبر ۱۹۴۲) سی‌وهشتمین استاد دانشگاه کالیفرنیا، ریورساید ایالات متحده آمریکا در رشته جامعه‌شناسی است.

## زندگینامه
ترنر مدرک کارشناسی را در سال ۱۹۶۵ از دانشگاه کالیفرنیا، ریورساید و کارشناسی ارشد را در سال ۱۹۶۶ و دکتری را در سال ۱۹۶۸ از دانشگاه کرنل دریافت نمود.
در سال تحصیلی ۱۹۶۹–۱۹۷۰ ترنر در دانشگاه کالیفرنیا، ریورساید مدرس پژوهشی شد. او در این حرفه، رئیس انجمن جامعه‌شناسی اقیانوس آرام و انجمن جامعه‌شناسی کالیفرنیا شد. وی همچنین همکار انجمن پیشبرد علوم آمریکا است.
ترنر به‌طور گسترده در سراسر جهان سخنرانی کرده و استاد مدعو در دانشگاه کمبریج در انگلستان، دانشگاه برمن در آلمان، دانشگاه بیله‌فلد در آلمان، دانشگاه شاندونگ و دانشگاه نان‌کای در جمهوری خلق چین بوده‌است.
او به عنوان یک نظریه‌پرداز عمومی جامعه‌شناسی شناخته می‌شود و در حوزه‌های جامعه‌شناسی احساسات، روابط قومی، نهاد اجتماعی، قشربندی اجتماعی و زیست‌جامعه‌شناسی تخصص دارد.
در سال ۲۰۰۸ ترنر به همراه نویسنده همکارش، جان ای. استتس برای کتاب «راهنمای جامعه‌شناسی احساسات» از انجمن جامعه‌شناسی آمریکا جایزه دریافت کرد. ترنر همچنین جایزه استاد پژوهشی را در دانشگاه کالیفرنیا برای پژوهش‌هایش در زمینه مسایل اجتماعی دریافت کرده‌است.